# Kanton Longeau-Percey
Kanton Longeau-Percey (fr. Canton de Longeau-Percey) byl francouzský kanton v departementu Haute-Marne v regionu Champagne-Ardenne. Tvořilo ho 24 obcí. Zrušen byl po reformě kantonů 2014.

## Obce kantonu
- Aprey
- Aujeurres
- Baissey
- Bourg
- Brennes
- Chalindrey
- Cohons
- Flagey
- Heuilley-Cotton
- Heuilley-le-Grand
- Leuchey
- Longeau-Percey
- Noidant-Chatenoy
- Orcevaux
- Le Pailly
- Palaiseul
- Perrogney-les-Fontaines
- Rivières-le-Bois
- Saint-Broingt-le-Bois
- Verseilles-le-Bas
- Verseilles-le-Haut
- Villegusien-le-Lac
- Villiers-lès-Aprey
- Violot